# Pic des Philippines
Yungipicus maculatus
Espèce
Statut de conservation UICN

 LC  : Préoccupation mineure
Le Pic des Philippines (Yungipicus maculatus) est une espèce d'oiseaux de la famille des Picidae, endémique des Philippines.

## Répartition et sous-espèces
D'après le Congrès ornithologique international il se répartit en trois sous-espèces :
- Y. m. validirostris (Blyth, 1849) — Catanduanes, Lubang, Luçon, Marinduque et Mindoro
- Y. m. fulvifasciatus (Hargitt, 1881) — Basilan, Dinagat et Mindanao
- Y. m. maculatus (Scopoli, 1786) — Cebu, Guimaras, Negros et Panay

D'autres autorités taxinomiques considèrent parfois que deux autres sous-espèces appartiennent à cette espèce : Yungipicus maculatus ramsayi (Hargitt, 1881) (Bongao, Jolo, Papahag, Sanga-Sanga, Sibutu et Tawi-Tawi) et Yungipicus maculatus siasiensis (Mearns, 1909) (Siasi). Le COI les considèrent comme les deux sous-espèces d'une espèce différente, le Pic de Ramsay (Yungipicus ramsayi).